# (3299) Hall
(3299) Hall est un astéroïde de la ceinture principale.

## Description
(3299) Hall est un astéroïde de la ceinture principale. Il fut découvert par Carolyn Shoemaker le 10 octobre 1980 à l'observatoire Palomar. Il présente une orbite caractérisée par un demi-grand axe de 2,280 UA, une excentricité de 0,0778 et une inclinaison de 5,472° par rapport à l'écliptique.
Il fut nommé en hommage à l'astronome John Scoville Hall.

## Compléments